# 小行星87269
(87269) 2000 OO67（也可以書寫為(87269) 2000 OO67）是一顆小的 海王星外天體，於2000年的深度黃道巡天中被發現。 
它以高離心率著称，遠日點的距離超過1,000天文單位，而近日點只有21天文單位，最接近太陽時幾乎就跨越在天王星的軌道上。2000 OO67可能是由岩石和冰組成，有些天文學家將它分類為半人馬小行星 。
2000 OO67在2005年4月經過近日點。
2000 OO67和2006 SQ372兩者繞行太陽的週期都比Sedna還要長。

## 外部連結
- Orbital simulation from JPL (Java) / Ephemeris （页面存档备份，存于）
- List Of Centaurs and Scattered-Disk Objects （页面存档备份，存于） at the Minor Planet Center